# Tainter Lake
Tainter Lake és una concentració de població designada pel cens dels Estats Units a l'estat de Wisconsin. Segons el cens del 2000 tenia 2.089 habitants.

## Demografia
Segons el cens del 2000, Tainter Lake tenia 2.089 habitants, 846 habitatges, i 631 famílies. La densitat de població era de 43,3 habitants per km².
Dels 846 habitatges en un 29,8% hi vivien nens de menys de 18 anys, en un 66,9% hi vivien parelles casades, en un 4,8% dones solteres, i en un 25,3% no eren unitats familiars. En el 19,4% dels habitatges hi vivien persones soles el 5,8% de les quals corresponia a persones de 65 anys o més que vivien soles. El nombre mitjà de persones vivint en cada habitatge era de 2,47 i el nombre mitjà de persones que vivien en cada família era de 2,83.
Per edats la població es repartia de la següent manera: un 23,2% tenia menys de 18 anys, un 7,1% entre 18 i 24, un 27,4% entre 25 i 44, un 31,1% de 45 a 60 i un 11,3% 65 anys o més.
L'edat mediana era de 41 anys. Per cada 100 dones de 18 o més anys hi havia 110,1 homes.
La renda mediana per habitatge era de 54.265 $ i la renda mediana per família de 63.000 $. Els homes tenien una renda mediana de 40.037 $ mentre que les dones 27.202 $. La renda per capita de la població era de 25.292 $. Aproximadament el 3,9% de les famílies i el 5,7% de la població estaven per davall del llindar de pobresa.

## Poblacions més properes
El següent diagrama mostra les poblacions més properes.